# Олейруш
Олейруш (порт.  Oleiros; [o'lɐiɾu]) — посёлок городского типа в Португалии, центр одноимённого муниципалитета в составе округа Каштелу-Бранку . Численность населения — 2,5 тыс. жителей (посёлок), 6 тыс. жителей (муниципалитет). Посёлок и муниципалитет входит в экономико-статистический регион Центр и субрегион Пиньял-Интериор-Сул. По старому административному делению входил в провинцию Бейра-Байша.
Покровителем посёлка считается Дева Мария (порт. Maria).

## Расположение
Посёлок расположен в 39 км на северо-запад от адм. центра округа города Каштелу-Бранку.
Муниципалитет граничит:
- на севере — муниципалитет Фундан
- на востоке — муниципалитет Каштелу-Бранку
- на юге — муниципалитет Проенса-а-Нова
- на юго-западе — муниципалитет Сертан
- на северо-западе — муниципалитет Пампильоза-да-Серра

## История
Поселок основан в 1233 году.

## Районы
В муниципалитет входят следующие районы:
1. Амиейра
2. Камбаш
3. Эштрейту
4. Ижна
5. Мадейран
6. Моштейру
7. Олейруш
8. Орвалью
9. Сарнадаш-де-Сан-Симан
10. Собрал
11. Вилар-Барроку
12. Алвару